# Ái Phương
Phan Lê Ái Phương, thường được biết đến với nghệ danh Ái Phương (sinh ngày 20 tháng 11 năm 1989), là một nữ ca sĩ, diễn viên, nhạc sĩ kiêm người mẫu người Việt Nam. Cô bắt đầu được biết đến khi giành giải đồng của cuộc thi Siêu mẫu Việt Nam 2011.
Năm 2014, ca khúc "Trót yêu" của cô sáng tác với sự thể hiện của ca sĩ Trung Quân nhận giải thưởng Bài Hát Của Năm tại Zing Music Award.
Năm 2015, Ái Phương nhận giải Ca sĩ triển vọng tại giải thưởng âm nhạc Làn Sóng Xanh, cô cũng được nhận đề cử Nghệ sĩ mới của năm ở Zing Music Awards (ZMA) và 2 đề cử Giải thưởng Cống hiến quan trong trong sự nghiệp.

## Tiểu sử
Ái Phương sinh ngày 20 tháng 11 năm 1989 tại Thành phố Hồ Chí Minh. Cô từng học tại trường Trung học cơ sở Hồng Bàng, Trung học phổ thông Hùng Vương (Thành phố Hồ Chí Minh).
Cô từng tốt nghiệp đại học ngành Quản trị kinh doanh quốc tế tại Trường Đại học Mở Thành phố Hồ Chí Minh.

## Sự nghiệp
Với giọng nữ cao, cùng cách hát truyền cảm và quyến rũ, Ái Phương đặc biệt có cách xử lý ca khúc khá tinh tế và để lại nhiều dấu ấn cho người nghe. Những ca khúc pop ballad giàu chất tự sự và sâu lắng sẽ là thế mạnh của Ái Phương. Song song đó với khả năng phát âm và hát tiếng Anh khá chuẩn, Ái Phương cũng gây ấn tượng với những ca khúc nhạc nước ngoài, không những thế Ái Phương cũng có khả năng chơi đàn piano khá thuần thục khi kết hợp biểu diễn.
Với khả năng ăn nói lưu loát và làm chủ sân khấu, Ái Phương được mời tham gia nhiều chương trình lớn của các đài truyền hình trong vai trò người dẫn chương trình. Cô từng là ca sĩ khách mời trong đêm thi chung khảo phía Nam và MC của đêm chung kết Hoa hậu Việt Nam 2016.
Ngoài ra, Ái Phương còn có khả năng sáng tác khá tốt. Với ca khúc "Trót yêu" được đông đảo khán giả biết đến và yêu thích với phần thể hiện của ca sĩ Trung Quân Idol, và ca khúc "Lỗi ở yêu thương" với phần thể hiện của ca sĩ Thanh Duy Idol.
Năm 2021, sau thời gian thử sức với vai trò Huấn luyện viên trong show thi hát "Trời sinh một cặp", cũng như tạo lượng người hâm mộ nhất định với series âm nhạc "The Ai Phuong Show" thu hút người nghe trên YouTube, Ái Phương chính thức trở lại đường đua nhạc Việt với một sáng tác mới của cô có tên "Ích kỷ".

## Danh sách đĩa nhạc

### Video Âm Nhạc
| Năm  | Tựa Đề                                           | Sáng tác          | Đạo Diễn              | Ngày phát hành    | Chú thích                            |
| ---- | ------------------------------------------------ | ----------------- | --------------------- | ----------------- | ------------------------------------ |
| 2011 | Quê Hương Tôi                                    | Nguyễn Hồng Thuận | Pro-K                 | 10 tháng 6, 2011  | Diễn xuất trong MV của V.Music       |
| 2014 | Hãy Quên Anh (Mạnh Quân ft Ái Phương)            | Mạnh Quân         |                       | 11 tháng 2, 2014  |                                      |
| 2015 | Trong Giấc Mơ Đêm Qua (Lê Việt Anh ft Ái Phương) | Châu Đăng Khoa    | Nick Nguyễn           | 9 tháng 6, 2015   |                                      |
| 2016 | Tôi Thấy Hoa Vàng Trên Cỏ Xanh                   | Châu Đăng Khoa    | Nguyễn Thanh Lan      | 25 tháng 2, 2016  | [ 8 ] [ 9 ] [ cần dẫn nguồn ] [ 10 ] |
| 2017 | Mạnh Mẽ Lên Cô Gái                               | JB Lê Phương      | Ứng Kiên              | 19 tháng 9, 2017  |                                      |
| 2018 | Nắm Tay Em Khi Mưa Đến                           | Châu Đăng Khoa    | Trần Thăng Long       | 27 tháng 7, 2018  |                                      |
| 2018 | Cô Dâu                                           | Nguyễn Hồng Thuận | Đinh Hà Uyên Thư      | 17 tháng 5, 2018  | [ cần dẫn nguồn ]                    |
| 2018 | Như Chưa Từng Yêu                                | Nguyễn Hồng Thuận | Đinh Hà Uyên Thư      |                   | 6 tháng 5, 2018                      |
| 2018 | Xin Lỗi Anh                                      | Hoài An           | Đinh Hà Uyên Thư      | 14 tháng 5, 2018  |                                      |
| 2018 | Có Đâu Xa Gần                                    | Kai Đinh          | Đào Bá Lộc (Luna Đào) | 19 tháng 10, 2018 | [ 11 ]                               |
| 2019 | Đường Về Nhà                                     | Ái Phương         | Đinh Hà Uyên Thư      | 9 tháng 1, 2019   | [ 12 ]                               |
| 2021 | Ích Kỷ                                           | Ái Phương         | Lang Thanh Nhi        | 1 tháng 9, 2021   | [ 7 ]                                |
| 2022 | Nếu Anh Yêu Em                                   | JB Lê Phương      | Luk Vân               | 31 tháng 5, 2022  |                                      |
| 2023 | Đến Giờ Cơm                                      | Minh Cà Ri        | Nguyễn Dương Trung    | 14 tháng 1, 2021  |                                      |

### The Ai Phuong Show

#### Season 1
| Năm  | Ca khúc                                      | Ngày phát hành    | Chú thích |
| ---- | -------------------------------------------- | ----------------- | --------- |
| 2018 | Yên Vũ Mông Mông                             | 1 tháng 12, 2018  | [ 13 ]    |
| 2018 | Rất Muốn                                     | 7 tháng 12, 2018  |           |
| 2018 | Thần Thoại (ft. Phạm Hồng Phước)             | 16 tháng 12, 2018 |           |
| 2018 | Đợi Anh Đợi Đến Hoa Cũng Tàn                 | 23 tháng 12, 2018 | [ 14 ]    |
| 2018 | Biệt Khúc Chờ Nhau (ft. Tiêu Châu Như Quỳnh) | 30 tháng 12, 2018 |           |

#### Season 2
| Năm  | Ca khúc                     | Ngày phát hành   | Chú thích |
| ---- | --------------------------- | ---------------- | --------- |
| 2019 | Lạnh Lẽo (ft. Bùi Anh Tuấn) | 12 tháng 9, 2019 | [ 15 ]    |
| 2019 | Người Tình Mùa Đông         | 20 tháng 9, 2019 |           |
| 2019 | Hoạ Tâm                     | 27 tháng 9, 2019 | [ 16 ]    |
| 2019 | Tịch Dương Chi Ca           | 4 tháng 10, 2019 |           |
| 2019 | Ngôi Sao May Mắn            | 9 tháng 10, 2019 |           |

#### Season 3
| Năm  | Ca khúc              | Ngày phát hành    | Chú thích |
| ---- | -------------------- | ----------------- | --------- |
| 2020 | Lỗi ở yêu thương     | 14 tháng 9, 2020  |           |
| 2020 | Mai này              | 28 tháng 9, 2020  | [ 17 ]    |
| 2020 | Cô đơn               | 5 tháng 10, 2020  | [ 18 ]    |
| 2020 | Có hẹn với hạnh phúc | 12 tháng 10, 2020 | [ 19 ]    |
| 2020 | Trót yêu             | 19 tháng 10, 2020 | [ 20 ]    |

## Sáng tác
- Có hẹn cùng hạnh phúc
- Cô đơn
- Đường về nhà
- Ích kỷ
- Lỗi ở yêu thương
- Mai này
- Ngỡ như là mãi mãi
- Sớm xuân
- Trót yêu
- You are my everything (viết lời việt dựa trên phần nhạc phim Hậu duệ mặt trời của Conan, Lo Ko, Dong Woon Song, Gae Mi)

### Phim hoạt hinh và anime
| Tên phim           | Lồng tiếng cho                        |
| ------------------ | ------------------------------------- |
| Chiến binh nụ cười | Miyuki Hoshizora/Chiến binh Hạnh Phúc |

## Phim tham gia

### Phim điện ảnh
| Năm  | Tên phim                   | Vai diễn          | Chú thích    |
| ---- | -------------------------- | ----------------- | ------------ |
| 2015 | Tía tui là cao thủ         | Sương             |              |
| 2016 | 4 năm, 2 chàng, 1 tình yêu | Cô giáo chủ nhiệm | ( Khách mời) |
| 2017 | Yêu đi, đừng sợ!           | Diễm              |              |
| 2020 | 30 Chưa Phải Là Tết        | Linda             | ( Khách mời) |
| 2020 | Bằng Chứng Vô Hình         | Hoà               | [ 21 ]       |

### Phim truyền hình
- 2017: Lật mặt   vai Hoàng Khanh

## Chương trình truyền hình
| Năm  | Chương trình                    | Vai trò         | Mùa/Tập                                     | Kênh       | Chú thích |
| ---- | ------------------------------- | --------------- | ------------------------------------------- | ---------- | --------- |
| 2014 | Câu chuyện âm nhạc              | MC              |                                             | VTV9       | [ 22 ]    |
| 2016 | Muôn màu Showbiz                | Khách mời       | Tập 14 (trò chuyện)                         | VTV9       |           |
| 2016 | Hoa hậu Việt Nam                | MC              | Chung kết                                   | VTV1, VTV9 |           |
| 2017 | Giọng ải giọng ai               | Khách mời       | Mùa 1, Tập 16 (người chơi)                  | HTV7       |           |
| 2017 | Ca sĩ bí ẩn                     | Khách mời       | Mùa 1, Tập 15                               | HTV7       |           |
| 2018 | Nhanh như chớp                  | Khách mời       | Tập 33 (người chơi)                         | HTV7       |           |
| 2018 | Ca sĩ tranh tài                 | Khách mời       | Tập 9 (người chơi)                          | VTV3       |           |
| 2018 | Người ấy là ai?                 | Khách mời       | Mùa 1, Tập 4 (cố vấn)                       | HTV2       |           |
| 2018 | Đấu trường âm nhạc              | Khách mời       | Mùa 1, Tập 3 (át chủ bài), Tập 7 (thủ lĩnh) | THVL1      |           |
| 2018 | Giọng ca bí ẩn                  | Khách mời       | Mùa 1, Tập 11 (nhà đầu tư)                  | HTV7       |           |
| 2019 | Ai là bậc thầy chính hiệu?      | Khách mời       | Mùa 1, tập 10 (người chơi)                  | VTV3       |           |
| 2019 | Ơn Giời cậu đây rồi             | Khách mời       | Mùa 6, tập 7 (người chơi)                   | VTV3       |           |
| 2019 | 8 lạng nửa cân                  | Khách mời       | Tập 12 (trò chuyện)                         | VTV9       | [ 23 ]    |
| 2019 | Tường lửa                       | Khách mời       | Mùa 1, Tập 11 (người chơi)                  | VTV3       |           |
| 2019 | Người bí ẩn                     | Khách mời       | Mùa 6, Tập 15 (người chơi)                  | HTV7       |           |
| 2019 | Úm ba la ra chữ gì              | Khách mời       | Mùa 1, Tập 15 (người chơi)                  | VTV3       |           |
| 2019 | Sàn đấu ca từ                   | Khách mời       | Mùa 3, Tập 13 (đội trưởng)                  | HTV7       |           |
| 2019 | Ca sĩ bí ẩn                     | Khách mời       | Mùa 3, Tập 15 (người chơi)                  | HTV7       |           |
| 2019 | Giọng ải giọng ai               | Khách mời       | Mùa 4, Tập 14                               | HTV7       |           |
| 2019 | Hoa hậu Thế giới Việt Nam       | Ca sĩ khách mời | Chung kết                                   | VTV1, VTV8 |           |
| 2020 | Tình yêu hoàn mỹ                | MC              |                                             | HTV7       | [ 24 ]    |
| 2021 | Nhập gia tùy tục                | Khách mời       | Mùa 1, Tập 14 (người chơi)                  | VTV3       |           |
| 2021 | Lạ lắm à nha                    | Khách mời       | Mùa 1, tập 22 (nhân vật bí ẩn)              | VTV3       |           |
| 2022 | Ký ức vui vẻ                    | Khách mời       | Mùa 4, Tập 10 (người chơi thập niên 2000)   | VTV3       |           |
| 2022 | Đối thủ bí ẩn                   | Khách mời       | Mùa 1, Tập 11 (người chơi)                  | HTV7       |           |
| 2023 | Lạ lắm à nha                    | Khách mời       | Mùa 2, tập 7 (nhân vật bí ẩn)               | VTV3       |           |
| 2024 | Chị đẹp đạp gió rẽ sóng (mùa 2) | Thí sinh        | Mùa 2                                       | VTV3       |           |
| 2025 | Gia đình Haha                   | Khách mời       | Chặng 3                                     | VTV3       |           |

- Và nhiều chương trình khác

## Giải thưởng và đề cử
| Năm  | Giải thưởng           | Hạng mục                                         | Đề cử cho | Kết quả              | Chú thích   |
| ---- | --------------------- | ------------------------------------------------ | --------- | -------------------- | ----------- |
| 2009 | Vietnam Super Star    | —                                                | Bản thân  | Giải Ba              |             |
| 2011 | K4Teen                | —                                                | Bản thân  | Giải Nhì             |             |
| 2011 | Siêu mẫu Việt Nam     | —                                                | Bản thân  | Giải Đồng (Á quân 2) |             |
| 2015 | Gala Vietnam Top Hits | Nghệ sĩ đột phá                                  | Bản thân  | Đoạt giải            |             |
| 2015 | Làn Sóng Xanh         | Ca sĩ triển vọng                                 | Bản thân  | Đoạt giải            |             |
| 2015 | Zing Music Awards     | Bài hát Của Năm                                  | Trót yêu  | Đoạt giải            | [ 2 ] [ 3 ] |
| 2015 | Zing Music Awards     | Nghệ sĩ mới của năm                              | Bản thân  | Đề cử                |             |
| 2020 | Ngôi Sao Xanh         | Nữ diễn viên phụ xuất sắc hạng mục phim điện ảnh | Bản thân  | Đề cử                |             |